# Svetlana Ivanova
Svetlana Andréyevna Ivanova es una actriz rusa, más conocida por haber interpretado a Polina en la película Franz + Polina.

## Biografía
En 2006 se graduó del "Instituto de Cinematografía del Estado".
En junio de 2009, se casó con el cinematógrafo Viacheslav Lisnevski, con quien tiene una hija, Polina Lisnevski (enero de 2012); ese mismo año, la pareja se divorció.

## Carrera
Ha aparecido en videos musicales para artistas, como "ZNAKI", "Prologue", "Kasta" y "Intonatsiya".
En 2006 interpretó a Polina en la película Franz + Polina.
En 2012 apareció en la película Avgust. Vosmogo, donde interpretó a Kseniya. En 2015 apareció en la miniserie Mata Hari.

## Filmografía

### Series de televisión
| Año  | Serie     | Personaje | Notas     |
| ---- | --------- | --------- | --------- |
| 2015 | Mata Hari | -         | miniserie |

### Películas
| Año  | Título          | Personaje | Notas |
| ---- | --------------- | --------- | --- |
| 2012 | Avgust. Vosmogo | Kseniya   | junto a Maksim Matveyev, Egor Beroev, Artiom Fadéyev, Aleksandr Oleshko, Alekséi Guskov, Jasan Baroev & Vladímir Vdovichenkov |
| 2006 | Franz + Polina  | Polina    | junto a Adrian Topol, Tamara Mironova, Uwe Jellinek & Valentin Makapura                                                       |

### Teatro
| Año  | Obra           | Personaje        |
| ---- | -------------- | ---------------- |
| 2012 | Three Comrades | Patrice Hollmann |

## Premios y nominaciones
| Año  | Categoría                                        | Premio                                                  | Película       | Resultado |
| ---- | ------------------------------------------------ | ------------------------------------------------------- | -------------- | --------- |
| 2013 | Best Actress                                     | Marbella Russian Film Fest Award                        | -              | Ganadora  |
| 2010 | Best Actress                                     | Golden Eagle Award                                      | Palm Sunday    | Ganadora  |
| 2008 | Best Actress (en el "IV International Festival") | Golden Sword Award                                      | Father         | Ganadora  |
| -    | Best Actress (en el 15th Open Film Festival)     | Third International Film Festival “Baltic Debuts” Award | Franz + Polina | Ganadora  |
| -    | Special Jury Prize                               | Third International Film Festival “Baltic Debuts” Award | Franz + Polina | Ganadora  |